# Verfahren nach Bunsen
Das Verfahren nach Bunsen (nach Robert Wilhelm Bunsen) ist eine Methode, mit dem sich die molare Masse eines Gases über die Ausströmungszeit des Gases bestimmen lässt.

## Grundlagen
Für die Ausströmung von Gasen gilt gemäß dem Grahamschen Gesetz:
{\displaystyle {v_{1} \over v_{2}}={\sqrt {M_{2} \over M_{1}}}}
Entsprechend gilt für die Ausströmungszeiten:
{\displaystyle {t_{2} \over t_{1}}={\sqrt {M_{2} \over M_{1}}}}
Kennt man also die Ausströmungszeiten zweier Gase und die molare Masse eines Gases, so lässt sich die molare Masse des anderen Gases berechnen gemäß
{\displaystyle M_{2}={\frac {t_{2}^{2}\cdot M_{1}}{t_{1}^{2}}}}

## Verfahren

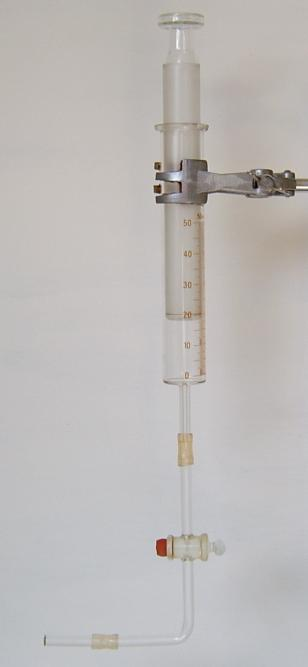
Apparatur zur Bestimmung von Ausströmungszeiten von Gasen

In Abänderung zu dem ursprünglichen Effusiometer nach Bunsen kann im Ausbildungsbereich zur Veranschaulichung der Zusammenhänge die Bestimmung mit Hilfe eines senkrecht befestigten Kolbenprobers erfolgen. Der Kolbenprober ist unten mit einem Hahn und einem Glasrohr, das mit einer Düse abgeschlossen ist, versehen.
Man füllt den Kolbenprober zunächst mit einem bekannten Gas und bestimmt die Zeit, die es zum Ausströmen benötigt. Entsprechend verfährt man mit dem unbekannten Gas.
BeispielFür 100 ml einer unbekannten Kohlenwasserstoffverbindung beträgt die Ausströmungszeit t2 = 9,0 Sekunden und für 100 ml Stickstoff t1 = 8,8 Sekunden. Die molare Masse für Stickstoff beträgt  M1 =28 g/mol.
{\displaystyle {\begin{aligned}M_{2}&={\frac {(9{,}0\,\mathrm {s} )^{2}\cdot 28\,\mathrm {g} /\mathrm {mol} }{(8{,}8\,\mathrm {s} )^{2}}}\\&=29{,}3\,\mathrm {g} /\mathrm {mol} \end{aligned}}}
Es könnte sich hierbei um Ethan handeln.